# Apostolepis dorbignyi
Espèce
Statut de conservation UICN

 DD  : Données insuffisantes
Synonymes
- Calamaria dorbignyi Schlegel, 1837

Apostolepis dorbignyi est une espèce de serpents de la famille des Dipsadidae.

## Répartition et habitat
Cette espèce est endémique de Bolivie.

## Étymologie
Cette espèce est nommée en l'honneur d'Alcide Dessalines d'Orbigny.

## Publication originale
- Schlegel, 1837 : Essai sur la physionomie des serpens, La Haye, J. Kips, J. HZ. et W. P. van Stockum, vol. 1 (texte intégral) et vol. 2 (texte intégral).